# Tilo Klinner
Tilo Klinner (* 1958 in Würzburg, Bayern) ist ein pensionierter deutscher Diplomat. Er war von August 2021 bis Mitte 2024 Botschafter in Usbekistan. Vorher war er ab 2018 Botschafter der Bundesrepublik Deutschland in Kasachstan.

## Leben
Nach dem Abitur in Würzburg studierte Klinner von 1977 bis 1983 Rechtswissenschaften an der Julius-Maximilians-Universität Würzburg sowie der Universität Lausanne und legte 1983 sein Erstes Juristisches Staatsexamen ab. Nach dem anschließenden Rechtsreferendariat am Amtsgericht Passau und am Landgericht Passau absolvierte er von 1984 bis 1985 ein Studium an der McGill University in Montreal und beendete danach bis 1987 das Referendariat in München, wo er 1987 auch das Zweite Juristische Staatsexamen ablegte. Daraufhin war er bis 1988 als Rechtsanwalt beim Oberlandesgericht München tätig und legte darüber hinaus 1988 seine Promotion zum Dr. iur. utr. (Doktor beider Rechte) an der Julius-Maximilians-Universität Würzburg mit einer Dissertation zum Thema Satellitenfernerkundung im Völkerrecht: inwieweit existiert ein völkerrechtlicher Datenschutz? ab.

## Laufbahn
Im Anschluss trat er 1988 in den Auswärtigen Dienst und war nach Abschluss der Laufbahnprüfung für den höheren Dienst zuerst bis 1990 als Referent im Referat für Verteidigung und Sicherheitsfragen des Auswärtigen Amtes in Bonn sowie zwischen 1990 und 1993 im Referat für Politik an der Botschaft in Russland tätig, ehe er daraufhin Referent im Referat für Kultur des Auswärtigen Amtes in Berlin war. Danach war er zwischen 1996 und 1999 Ständiger Vertreter des Botschafters in Trinidad und Tobago sowie nach einer darauf folgenden Verwendung als Pressereferent an der Botschaft in der Volksrepublik China von 2002 bis 2005 stellvertretender Leiter des Referats für Öffentlichkeitsarbeit im Auswärtigen Amt. Danach war Klinner zwischen 2005 und 2008 Generalkonsul in Jekaterinburg und im Anschluss bis 2011 Inspekteur des Auswärtigen Amtes, während Renate Schimkoreit, die zuvor Referatsleiterin im Auswärtigen Amt war, 2008 seine Nachfolgerin als Generalkonsulin in Jekaterinburg wurde.
Von 2011 bis 2015 war Klinner Generalkonsul der Bundesrepublik Deutschland in Karatschi in Pakistan. Ab September 2015 bekleidete er das Amt des Beauftragten für Außenwirtschaftsförderung und Technologie im Auswärtigen Amt in Berlin. Im August 2018 wechselte Klinner als Botschafter der Bundesrepublik Deutschland nach Astana, Kasachstan. Von August 2021 bis zu seiner Pensionierung im Jahr 2024 war er Botschafter in Usbekistan, mit Dienstsitz Taschkent.
Nach seinem Ausscheiden aus dem Auswärtigen Dienst gründete Klinner eine Beratungsfirma und beschäftigt sich mit ESG-Problemstellungen.